# Чихо
Чи́хо (англ. Chikho) — традиційна громада у складі дистрикту Нтчисі Центрального регіону Малаві.
Населення — 24541 особа (2018).